# Bitka kod Makarske
Bitka kod Makarske dogodila se 18. rujna 887. godine.

## Okolnosti
Mletačka Republika htjela je vladati istočnom jadranskom obalom te tako u potpunosti vladati Jadranskim morem. Učestali udari hrvatskog brodovlja kneza Domagoja im je onemogućio mirnu i neometanu plovidbu. 880-ih im se isto dogodilo s novom rastućom pomorskom silom. To je bila mala i neovisna hrvatska kneževina Neretvanska kneževina, kojoj je jezgra bila u delti Neretve i po obližnjim otocima. Njezine gusarske akcije desetljećima su pravile Mlečanima probleme, a 880-ih su im vrsni hrvatski ratnici i pomorci postali nesnosni. Zbog toga što su Neretvani kršili sporazum, ali i zbog postojećih teritorijalnih interesa, Mlečani su se vojno i diplomatski pripremali obračunati s tom hrvatskom kneževinom.
Mletački dužd Urso I. Particijak je u siječnju 880. godine obnovio vojni savez s Franačkom koji je bio sklopio s kraljem Karlom III., a on je bio usmjeren protiv hrvatskih Neretvana.

## Tijek borbe
Novoizabrani mletački dužd Petar I. Kandijan se te 887. godine zaputio brodovljem u kaznenu ekspediciju protiv Neretvana. Prema zapisima mletačkog ljetopisca Ivana Đakona, snage mletačkog brodovlja činilo je 12 brodova. Iskrcao se kod Makra, a prvi udarni val mletačkih postrojba bio je uspješan. Mlečani su Neretvanima uništili 5 brodova, no uskoro, 18. rujna 887. godine, Neretvani su snažno uzvratili te u potpunosti razbili mletačke snage i na kopnu i na moru. I sam mletački dužd je poginuo u ovoj bitci, a njegovo tijelo Mlečani nisu odnijeli, nego je ostalo kod Neretvana. Mletački ga je tribun Andrija morao ukrasti kako bi ga pokopao u stolnoj crkvi u Gradu.

## Posljedice
Od onda pa sve do konca 10. stoljeća, Hrvati i Mlečani žive u miru, a Mlečani su prisiljeni godišnje plaćati hrvatskom vladaru danak kako bi mogli slobodno ploviti istočnim Jadranom. To je jedna od bitaka koje su odredile tijek povijesti na istočnoj jadranskoj obali.

## Zanimljivosti
- Ovaj se nadnevak, 18. rujna, od 1993. godine, obilježava kao Dan Hrvatske ratne mornarice, čime se posebno želi istaknuti hrvatska pomorska tradicija.
- Dugo vremena za jedan nadgrobni spomenik u Tučepima kod Makarske (za kojeg se poslije pokazalo da je iz 1. stoljeća) vjerovalo se kako je to nadgrobni spomenik mletačkog dužda Petra I. Kandijana koji je poginuo nedaleko od tog mjesta u ovoj pomorsko-kopnenoj bitci.